# José Reyes (compositore)
José Rufino Reyes y Siancas (Santo Domingo, 15 novembre 1836 – 31 gennaio 1905) è stato un musicista e compositore dominicano è l'autore dell'Inno nazionale della Repubblica Dominicana.
Tra i suoi altre opere trovano composizioni di valses e marce. Anche ha scritto musica secolare e religiosa.